# Battifollo
Battifollo (piemontiul: Batifòl) település Olaszországban, Piemont régióban, Cuneo megyében. Lakosainak száma 225 fő (2023. január 1.). Battifollo Bagnasco, Ceva, Lisio, Nucetto és Scagnello községekkel határos.

## Népesség
A település népességének változása:
| Lakosok száma | 217  | 225  | 225  |
|               | 2017 | 2018 | 2023 |